# 이반 2세 (불가리아)
이반 2세(불가리아어: Иван II)은 1298년에서 1299년까지 불가리아의 차르였다. 그가 언제 태어났는지는 알려져 있지 않지만 1290년 이전은 아니다. 그는 1330년 이전 추방되어 수도사로 살다 죽었다.

## 생애
이반 2세는 스밀레츠의 아들로 1298년 황제가 되었지만 통치권은 이름이 알려지지 않은 그의 모후가 장악하였다. 그의 모후는 비잔티움 제국으로 망명하려던 스밀레츠의 동생 라도슬라프와 보이실에게 패배하였다. 이들의 위협과 몽골의 차카의 침략 속에서 이반 2세의 모후는 이전 황제 게오르기 테르테르 1세의 남동생 알디미르와 동맹하였다. 알디미르는 스밀레츠의 딸 마리나와 결혼한 후 데스포트 직위를 받아 크런 지역을 통치하였다. 1299년 불가리아는 세르비아의 스테판 우로시 2세 밀루틴과 동맹을 맺으려 했지만 그가 비잔티움의 안드로니코스 2세와 연합하여 실패하였다.
이반 2세의 섭정인 알디미르와 스밀레츠의 아내는 그들을 입지를 강화하지 못하였고, 1299년 차카에게 터르노보를 빼앗겼다. 이반 2세와 그의 수행원들은 알디미르의 영지에 정착하였고, 1300년 알디미르의 조카인 토도르 스베토슬라프가 제위를 계승하였다. 1305년 이반 2세의 모후는 알디미르와 그의 아들을 위해 비잔티움 제국과 협상하였으나, 같은 해 토도르 스베토슬라프에게 알디미르가 살해당하면서 그들은 비잔티움으로 망명했다.
이반 2세는 요한네스 콤네노스 두카스 앙겔로스 브라나스 팔레올로고스라는 이름으로 그의 여생을 비잔티움에서 보냈고, 그가 죽기 얼마점 요자프라는 이름으로 수도사가 되었다. 그는 1330년 이전에 죽었다.

## 참고 문헌
- John V.A. Fine, Jr., The Late Medieval Balkans, Ann Arbor, 1987.

| 전임 스밀레츠 | 제2차 불가리아 제국의 차르 1298년 ~ 1299년 | 후임 차카 |